# Pieris marginalis
Margined White (Pieris marginalis) là một loài bướm ngày được tìm thấy ở Yukon, Tây Canada và Rocky Mountains, Bắc Mỹ.